# Phorminx
La phorminx (in greco antico: φόρμιγξ?) era uno dei più antichi strumenti musicali a corda dell'antica Grecia, appartenente alla famiglia dei liuti a giogo (o lire).
È uno strumento intermedio tra la lira e la cetra, probabilmente di origine mesopotamica.
Il termine "phorminx" è spesso usato anche per riferirsi generalmente a tutti e quattro gli strumenti antichi della famiglia, ovvero: barbitos, cetra, lira e phorminx.